# Lancaster (Kansas)
Lancaster – miasto położone w hrabstwie Atchison.